# イヌワシ

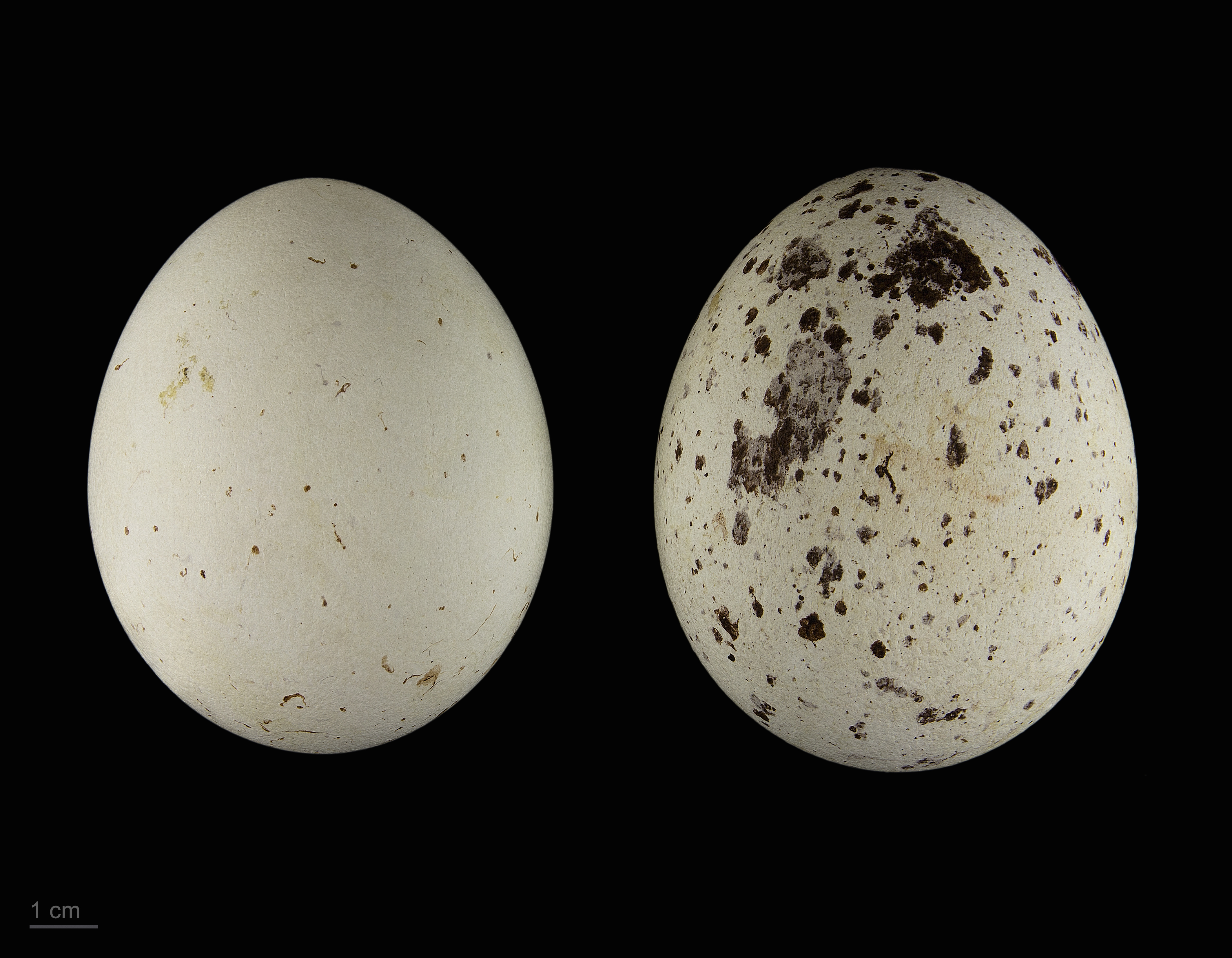
Aquila chrysaetos

イヌワシ（犬鷲、狗鷲、Aquila chrysaetos）は、タカ目タカ科イヌワシ属に分類される鳥類で、鷲の一種。イヌワシ属の模式種。

## 分布
アフリカ大陸北部、北アメリカ大陸北部、ユーラシア大陸。詳しくは、ヨーロッパではスコットランド、スペイン、アルプス山脈からバルカン半島、スカンジナビア半島まで。アジアでは、ロシア各地、中国、日本までの地域と、トルコやコーカサス山脈からヒマラヤ山脈までや、中東。北アメリカでは、メキシコからアメリカ合衆国西部にかけてとカナダ各地。
冬季に南下することもある。日本では亜種イヌワシ（ニホンイヌワシ）が周年生息する（留鳥）。

## 形態
全長75 - 95センチメートル。翼開張168 - 220センチメートル近くになる。全身の羽衣は黒褐色や暗褐色。後頭の羽衣は光沢のある黄色で、英名（golden＝金色の）の由来になっている。尾羽基部を被う羽毛（上尾筒、下尾筒）は淡褐色。中雨覆や風切羽基部の色彩は淡褐色。
虹彩は黄褐色や淡橙色。嘴の基部やそれを覆う肉質（ろう膜）、後肢は黄色で、嘴の先端は黒い。
幼鳥は後頭から後頸にかけて淡褐色の縦縞が入る。尾羽の基部や初列風切、外側次列風切基部の色彩が白い。虹彩は暗褐色。

## 分類
以下の分類はClements Checklist v2015・IOC World Bird List v 5.1に共通する亜種の分類で、記載年はIOC World Bird List v 5.1、分布はClements Checklist v2015に従う。
Aquila chrysaetos chrysaetos (Linnaeus, 1758)
シベリア・アルタイ山脈
Aquila chrysaetos canadensis (Linnaeus, 1758)
アラスカからメキシコ北西部にかけて
Aquila chrysaetos daphanea Severtzov, 1888
ヒマラヤ山脈、中華人民共和国、トルキスタン
Aquila chrysaetos himeyeri Severtzov, 1888
イベリア半島、アフリカ大陸北西部からイランにかけて
Aquila chrysaetos japonica Severtzov, 1888 イヌワシ
大韓民国、朝鮮民主主義人民共和国、日本（北海道、本州、四国、九州）。
Aquila chrysaetos kamtschatica Severtzov, 1888
シベリア・アルタイ山脈からカムチャッカ半島にかけて

## 生態
開けた森林や草原などに生息する。

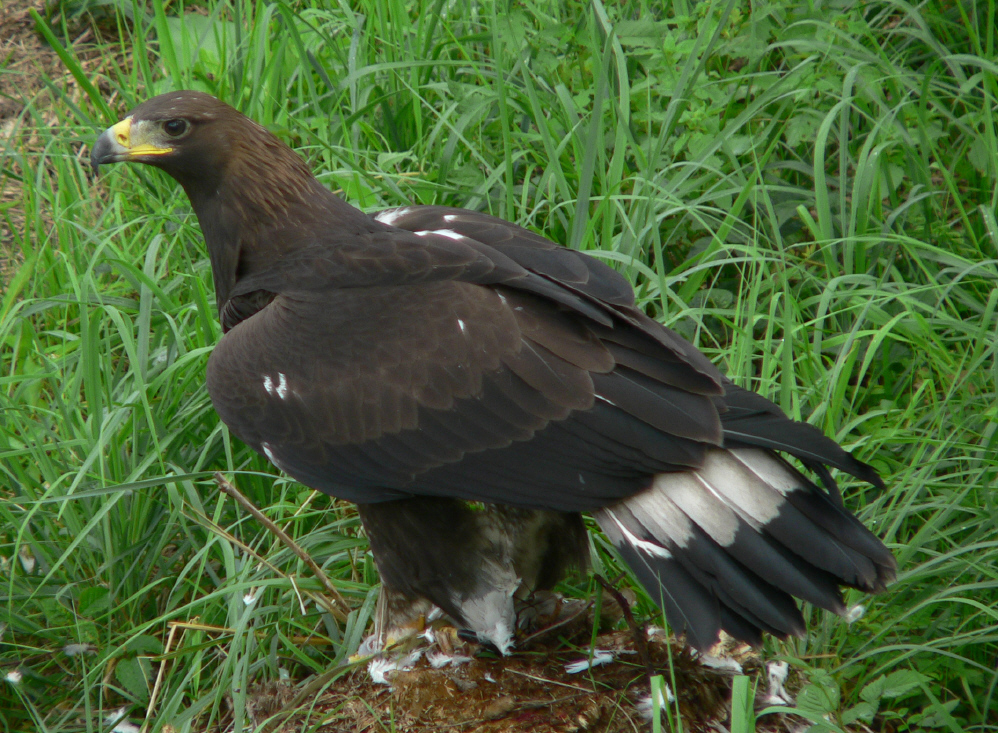
幼鳥

食性は動物食で、哺乳類、鳥類、爬虫類、動物の死骸などを食べる。日本ではノウサギ、ヤマドリ、ヘビ類が主で、とりわけノウサギが最も重要な餌であり、森林の開けた場所で餌を捕食することが多い。上空から獲物を発見すると、翼をすぼめ急降下して捕らえる。通常は単独で獲物を捕らえるが、1羽が獲物の注意を引きつけもう1羽が獲物の後方から襲い掛かることもある。珍しいケースでは小ジカを襲う。
繁殖形態は卵生。断崖や大木の樹上に木の枝や枯草などを組み合わせた巣を作る。営巣場所が限られるため毎年同じ巣を使うことが多い。日本では2-3月に1回に1-2個の卵を産む。主にメスが抱卵を行い、抱卵日数は43-47日。育雛も主にメスが行い、育雛期間は70-94日で通常は1羽のみ育つ。雛は孵化してから65-80日で飛翔できるようになり、3か月で独立する。生後3-4年で性成熟し、生後5年で成鳥羽に生え換わる。

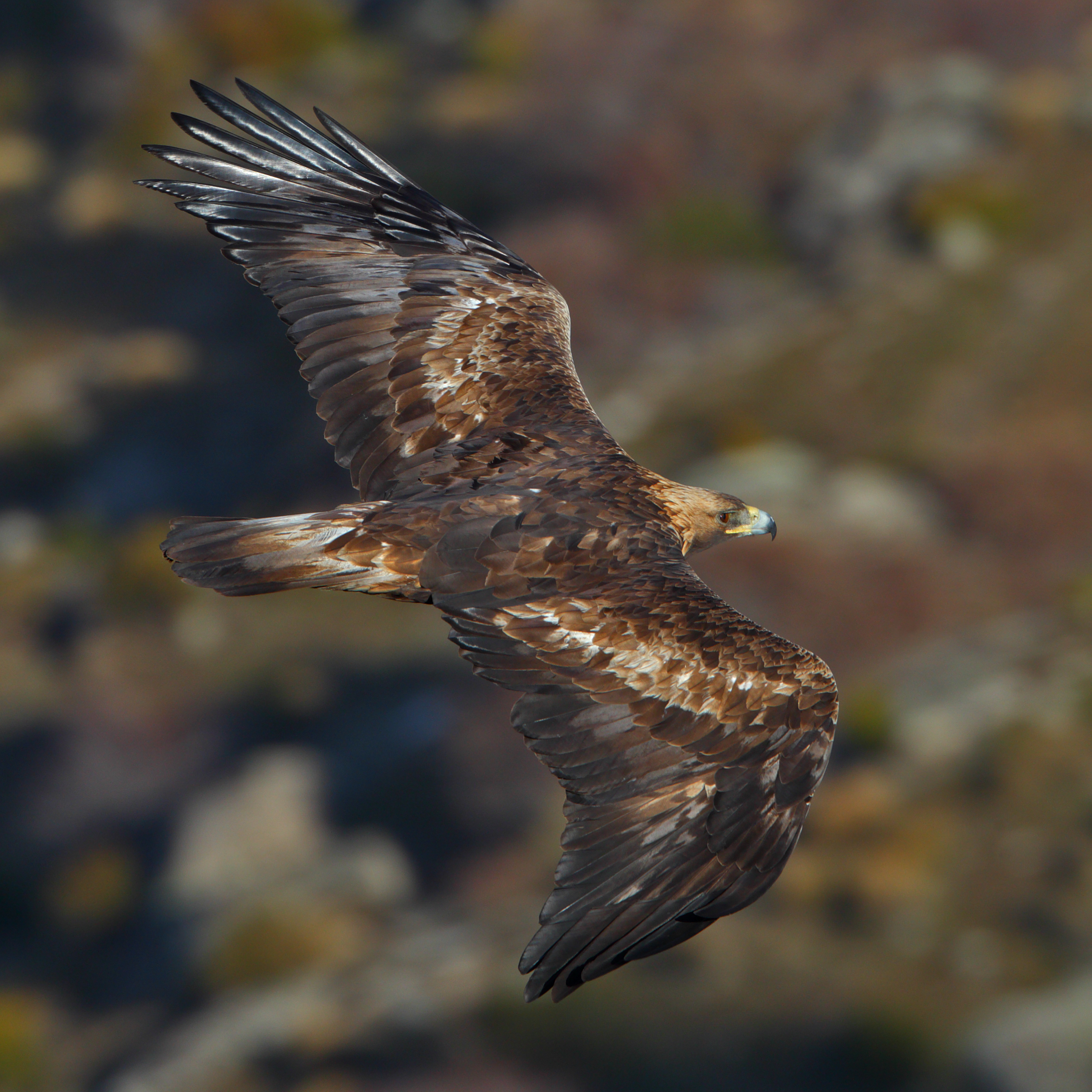
飛翔する成鳥

## 人間との関係
ヒツジの幼獣を捕食する害鳥とみなされることもある。
和名のイヌは「劣っている、下級の」の意で、ワシ類やクマタカなどにくらべ本種の尾羽が矢羽としての価値が低かったことに由来する。漢字表記の「狗」は本種が天狗を連想させることに由来する。
日本における現在の生息数は400～500羽と推定されているが、生息地である山岳部の森林伐採よる生息環境の減少やダム建設や林道工事による攪乱が起きており、年々個体数が減少しつつあると考えられている。
かつての害鳥としての駆除、人間による繁殖の妨害なども減少の要因で、農薬による汚染も懸念されている。
日本のイヌワシは、1990年代から繁殖成功率が低下している。イヌワシの採餌においては開けた草地が視界と飛行に適しており、森林で覆われると子育てのための餌の量が不足する。かつて伐採、放牧、そして採草のための火入れで維持されていた開けた場所が、林業・畜産の衰退で森林に変わったことがその原因ではないかと考えられている。
21世紀に入って、日本の各地で間伐などによるイヌワシの餌場作りが試行されている。また繁殖中にツキノワグマなどの外敵による卵や雛の捕食、巣の崩壊、落石・落雪による繁殖の失敗が多いことも知られており、人為的な巣の改良による保全対策の試みも見られる。
イヌワシはつがいで縄張りを持ち、片方が死ぬと縄張りの外から来た異性とつがいになるが、浅間山麓では植林されたカラマツの成長などでイヌワシにとって狩りの環境が悪化し、最後のつがいのうち雌が2020年頃から確認できなくなった。このため環境省などが森林を一部伐採するなどして、イヌワシが狩りをしやすくし、メスが自然に飛来しない場合は飼育個体の野生復帰も検討するとしている。
日本では1965年（昭和40年）に種として国の天然記念物に、1976年（昭和51年）に岩手県の岩泉町と北上町が「イヌワシ繁殖地」として国の天然記念物に指定されている。1993年（平成5年）に種の保存法施行に伴い国内希少野生動植物種に指定、また動物愛護管理法の特定動物に指定されている。
- 石川県の県鳥に1965年1月1日選定[25]された。そのため、石川県警察のマスコットや金沢工業大学の学園シンボルや、同県の小松飛行場を拠点とする第306飛行隊 (航空自衛隊)のインシグニアのモチーフとなっている。
- 東北地方にも生息することから、東北地方のスポーツチームのシンボルとして使用されることが多い。
  - 宮城県のサッカークラブのベガルタ仙台は球団のマークと旗にイヌワシを用いている。
  - また、同じく宮城県のプロ野球チームである東北楽天ゴールデンイーグルスはチーム名にイヌワシの英名である「ゴールデンイーグル」を用い、マスコットのクラッチとクラッチーナもイヌワシをモチーフとしている。
  - 東北楽天ゴールデンイーグルスの試合の前に、イヌワシを球場で飛ばす「イーグルフライト」というイベントが行われることがある。
- 1973年（昭和48年）11月19日発売の90円普通切手の意匠になった。
- かつてウクライナ内務省に存在した警察機動隊の名称が、ウクライナ語でイヌワシを意味するБЕРКУТである。 
  - ロシアの試作戦闘機Su-47の愛称がロシア語でイヌワシを意味する Беркут（ベルクト）である。
- カザフ人やキルギス人は、イヌワシを馴致してキツネやオオカミを獲物とする鷹狩に用いることもある[26][27][28][29][30][31]。

## 画像

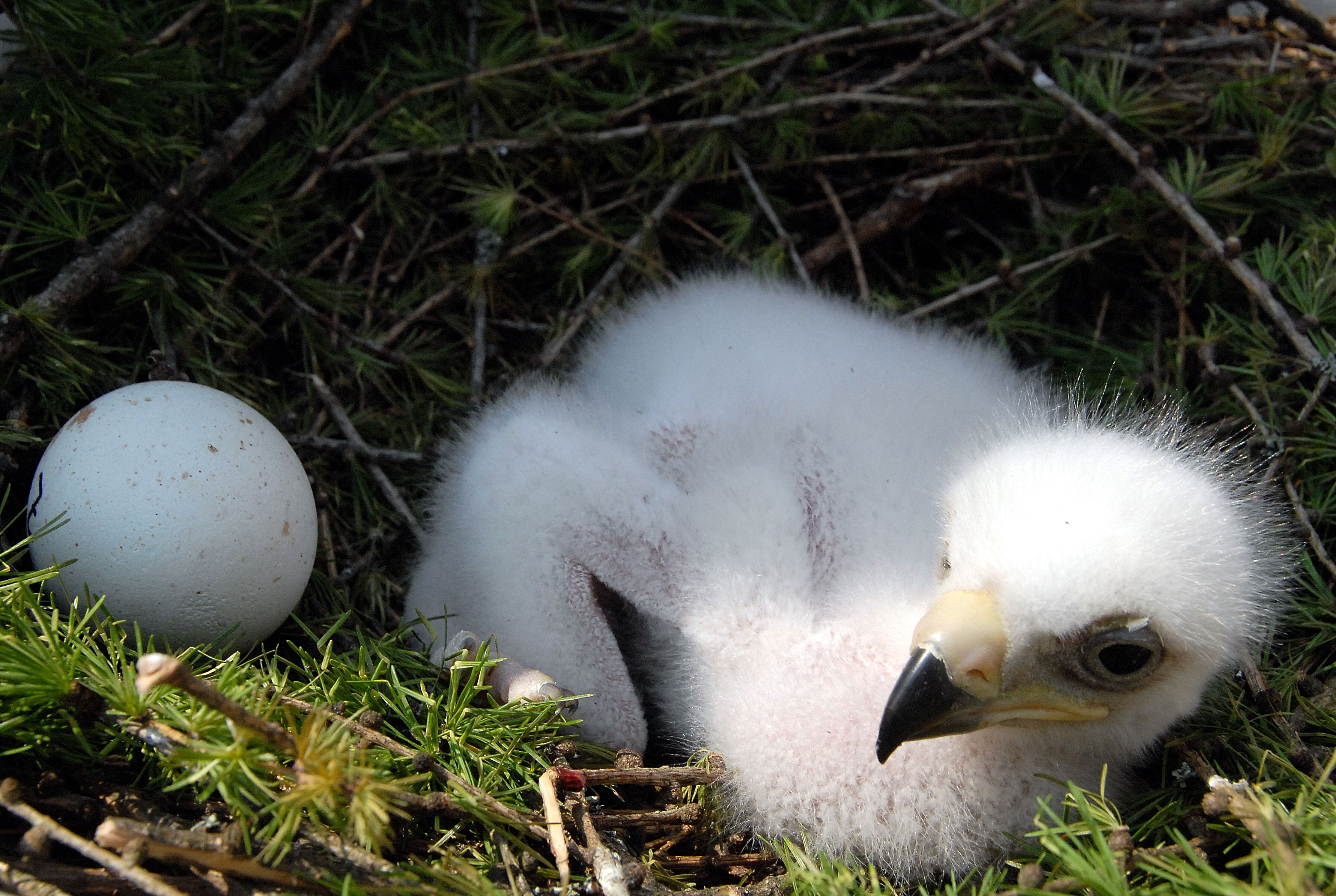
卵と雛
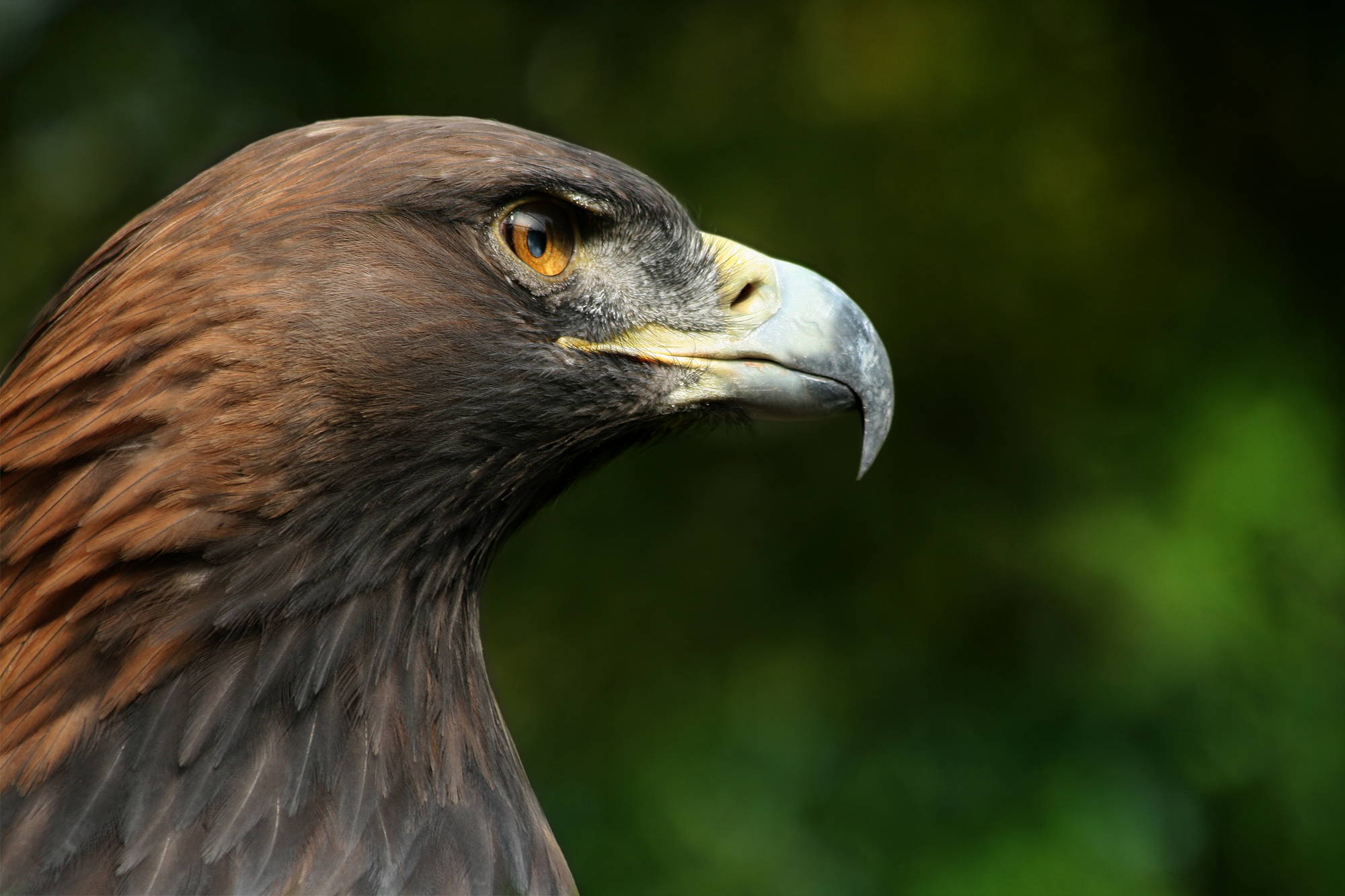
横顔
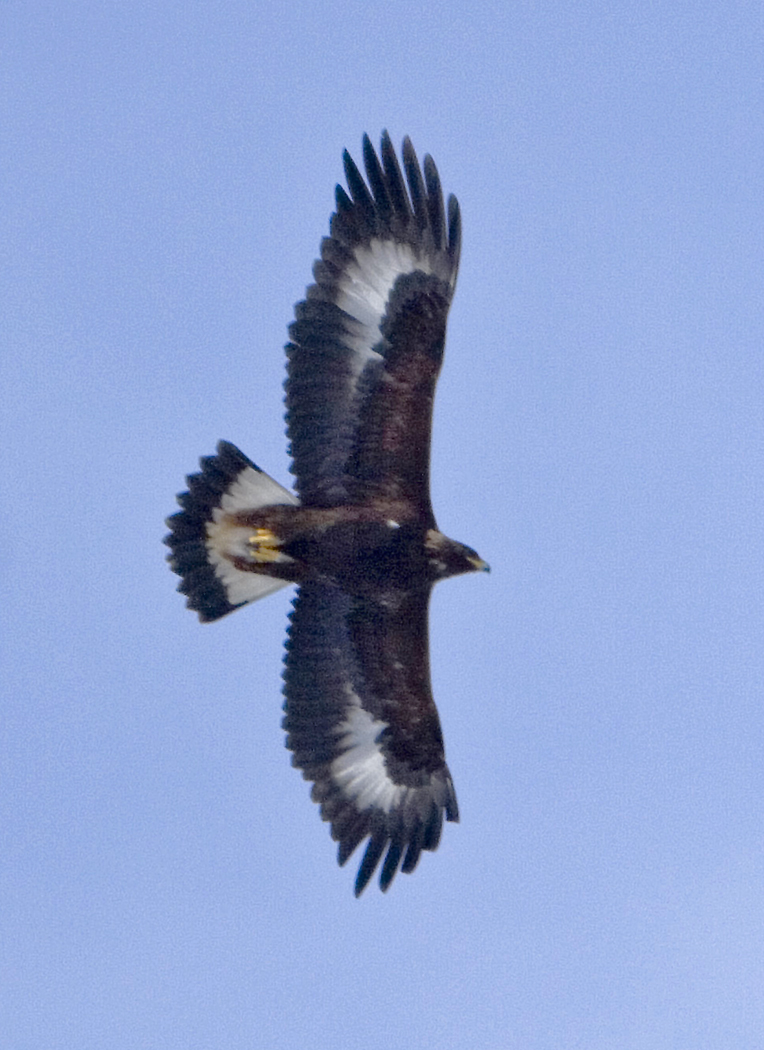
飛翔（幼鳥）
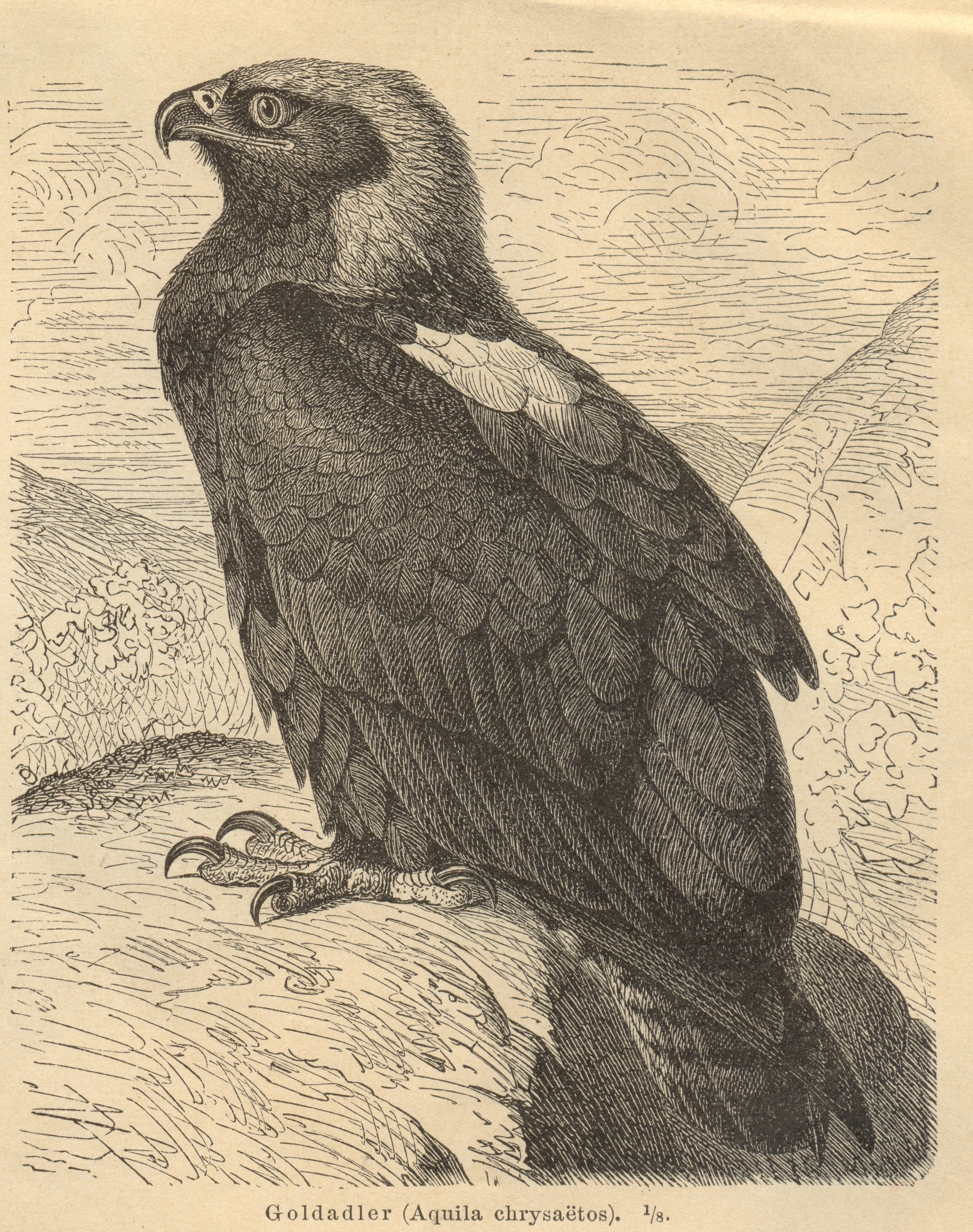
イラスト
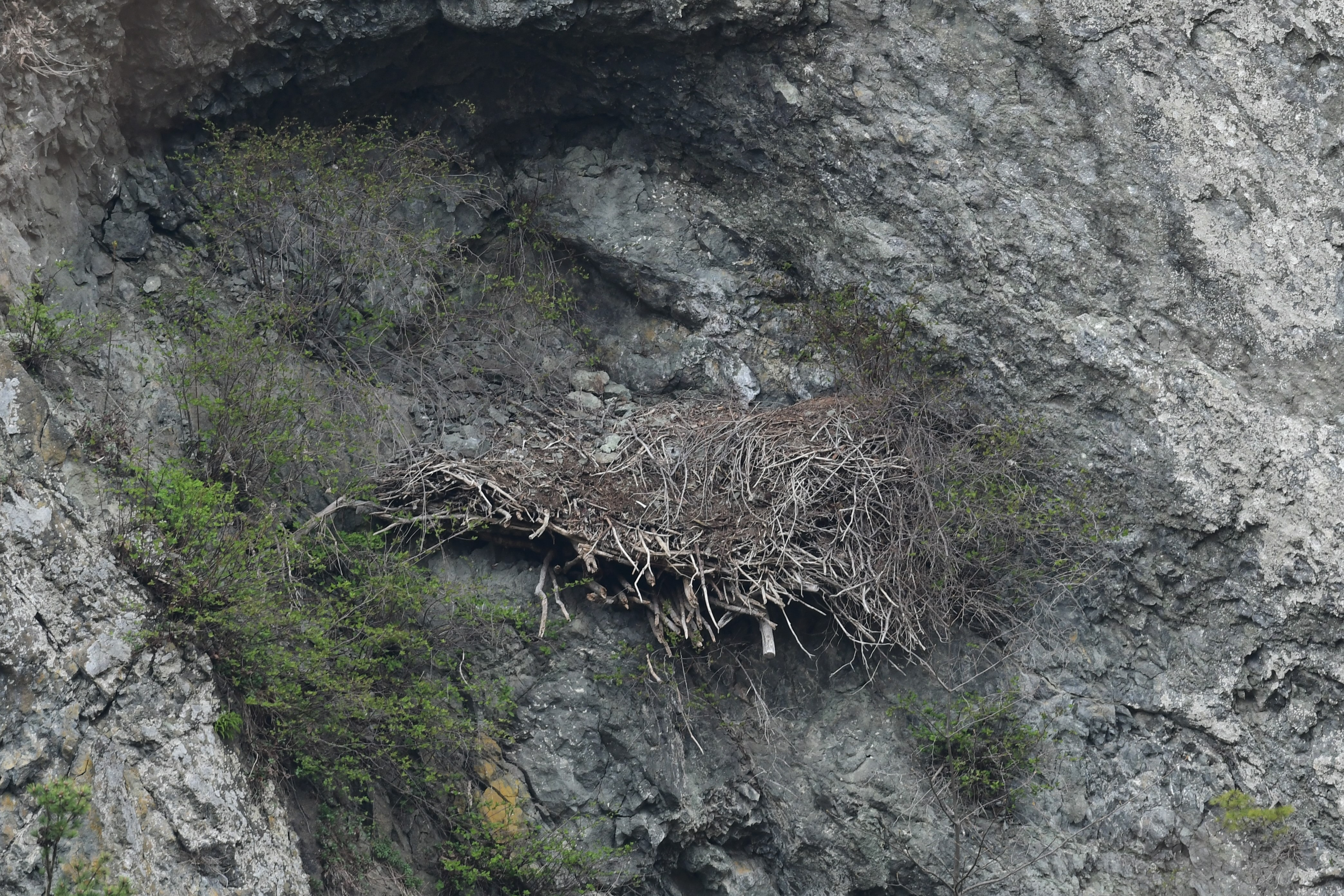
巣棚崩落後に人為的再建された巣（巣台設置）